# Gentoox
Gentoox è un sistema operativo basato su Gentoo Linux, creato appositamente per la console Xbox da Thomas Pedley. 

## Caratteristiche
Per far girare Gentoox è necessario un modchip o una modifica software, in quanto non è un software Microsoft autorizzato.

## Versioni
Gentoox è disponibile in tre versioni:
- Home - versione semplificata che incluti tutto il software già compilato
- Pro - per gli utenti che hanno esigenza di personalizzare l'installazione
- MCE - Gentoox Media Center Edition.